# 昆廷·戴利
昆廷·戴利（英語：Quintin Dailey，1961年1月22日—2010年11月8日），美国NBA联盟前职业篮球运动员。他在1982年的NBA选秀中第1轮第7顺位被芝加哥公牛选中。